# Hermann Stork
Hermann Stork (* 30. August 1911 in Gießen; † 12. Juni 1962 in Frankfurt am Main) war ein deutscher Wasserspringer, der 1936 bei den Olympischen Spielen die Bronzemedaille im Turmspringen gewann.
Hermann Stork startete für SV Weißblau-Allianz Frankfurt und trainierte bei Fritz Nicolai. 1934 und 1935 gewann er die Deutsche Meisterschaft im Turmspringen. 1934 siegte er auch bei der Europameisterschaft.
Bei den Olympischen Spielen in Berlin platzierten sich im Turmspringen zwei US-Amerikaner vor zwei Deutschen. Es siegte Marshall Wayne vor Elbert Root, Hermann Stork gewann die Bronzemedaille mit knappem Vorsprung auf den Dresdner Erhard Weiß, der 1938 sein Nachfolger als Europameister werden sollte.